# Gail Kobe
Gail Kobe (Detroit, 19 marzo 1929 – Hamtramck, 1º agosto 2013) è stata un'attrice e produttrice televisiva statunitense.

## Biografia
Durante gli anni cinquanta e sessanta apparve spesso come ospite in programmi televisivi americani come Ai confini della realtà, Il dottor Kildare, Squadra speciale anticrimine, Gunsmoke, Daniel Boone, e Mannix. Ebbe un piccolo ruolo, nei panni di Doris Schuster nella soap opera Peyton Place. Apparve inoltre anche in Bright Promise come Ann Boyd Jones (1970-1972).
Kobe cominciò a lavorare come produttrice televisiva di programmi come Ai confini della notte e Return to Peyton Place. Nel 1982 divenne produttore esecutivo della serie televisiva Texas nell'ultimo periodo del programma. In seguito divenne produttore esecutivo di Sentieri, dal 1982 al 1987.

## Filmografia parziale

### Cinema
- I dieci comandamenti (The Ten Commandments), regia di Cecil B. DeMille (1956)
- Pistole calde a Tucson (Gunsmoke in Tucson), regia di Thomas Carr (1958)

### Televisione
- Crusader – serie TV, episodio 2x08 (1956)
- State Trooper – serie TV, episodi 1x03-2x02 (1956-1957)
- The Court of Last Resort – serie TV, episodio 1x06 (1957)
- Il tenente Ballinger (M Squad) – serie TV, 4 episodi (1957-1959)
- Goodyear Theatre – serie TV, episodio 1x18 (1958)
- Sugarfoot – serie TV, episodio 2x04 (1958)
- Gunsmoke – serie TV, 4 episodi (1958-1969)
- Lo sceriffo indiano (Law of the Plainsman) – serie TV, episodio 1x02 (1959)
- Rescue 8 – serie TV, episodio 1x22 (1959)
- David Niven Show (The David Niven Show) – serie TV, episodio 1x01 (1959)
- Bourbon Street Beat – serie TV, episodio 1x09 (1959)
- Ai confini della realtà (The Twilight Zone) – serie TV, 3 episodi (1960-1964)
- Il dottor Kildare (Dr. Kildare) – serie TV, 2 episodi (1961-1965)
- Maverick – serie TV, episodio 5x10 (1962)
- The Gallant Men – serie TV, episodio 1x08 (1962)
- I detectives (The Detectives) – serie TV, episodio 3x28 (1962)
- Gli uomini della prateria (Rawhide) – serie TV, episodio 4x25-5x19 (1962-1963)
- Have Gun - Will Travel – serie TV, episodio 6x30 (1963)
- Il virginiano (The Virginian) – serie TV, episodio 2x09 (1963)
- Indirizzo permanente (77 Sunset Strip) – serie TV, episodio 6x12 (1963)
- Ben Casey – serie TV, episodio 3x31 (1964)
- Peyton Place – soap opera, 44 puntate (1965-1966)
- The Wackiest Ship in the Army – serie TV, episodi 1x15-1x16 (1966)
- A Man Called Shenandoah – serie TV, episodio 1x21 (1966)
- Tarzan – serie TV, episodio 1x15 (1966)
- Squadra speciale anticrimine (Felony Squad) – serie TV, 5 episodi (1966-1969)
- Cimarron Strip – serie TV, episodio 1x11 (1967)
- Daniel Boone – serie TV, 2 episodi (1968-1970)
- The Outsider – serie TV, episodio 1x16 (1969)
- Bright Promise – serie TV, 1 episodio (1969)
- Mannix – serie TV, 2 episodi (1969-1974)